# Francesc de Sales
Francesc de Sales (Thorens-Glières, Ducat de Savoia, 21 d'agost del 1567 - Lió, 28 de desembre de 1622) va ser un sant de Savoia i bisbe de Ginebra. Té el títol de Doctor de l'Església, és titular i patró de la família salesiana (fundada per sant Joan Bosco) i també patró dels escriptors i periodistes. És venerat com a sant tant a l'Església Catòlica com a l'Església Anglicana.

## Biografia
Va néixer en el Castell de Sales, junt a Thorens, fill primogènit d'antiga família noble savoiana, els seus pares van ser Francesc de Sales de Boisy i Francesca de Sionnaz. Als 13 anys va viatjar a París per a estudiar amb els jesuïtes, després a la Universitat de París i d'allí a la de Pàdua estudiant Dret i Teologia. El seu desig de ser sacerdot ja estava present però ocult a son pare, que volia que fera una carrera jurídica, només sa mare i amics íntims ho sabien. En acabar d'estudiar un esdeveniment va ajudar a la seua ordenació: el canonge de Sales, Lluís de Sales, ajudat pel Bisbe de Ginebra Claudi de Granier, van parlar amb el Papa qui el va nomenar com a Degà del Capítol de Ginebra, el nomenament va arribar de sorpresa per a son pare, el qual va haver d'acceptar l'ordenació, el 18 de desembre de 1593. A partir d'aquest moment va exercir el sacerdoci amb prou treball i dedicació. Va prendre com a exemples de vida sant Francesc d'Assís i sant Felip Neri, amb la qual cosa desenvolupa una personalitat alegre, pacient i optimista. Els seus inicis com a sacerdot els va exercir entre els pobres.
En 1594 va ser cap a la zona de Chablais dominada pels heretges calvinistes. En un inici va ser tirat pels pobladors i va haver de passar temporades vivint en la intempèrie i de manera rudimentària evitant dos intents d'assassinat i fins i tot atacs de llops, però el seu zel i treball va començar a donar fruit, sumat al seu caràcter amable i pacient i una propaganda feta a mà i distribuïda casa per casa, profunda en el seu contingut refutant les idees calvinistes, va aconseguir captivar els pobladors i convertir-los. Francesc de Sales va resumir la seva labor a Santa Joana de Chantal amb esta frase: Jo he repetit ben sovint que la millor manera de predicar als heretges és l'amor, encara sense dir una sola paraula de refutació contra les seves doctrines.
La seua labor va quedar manifestada amb la visita del Bisbe Granier quatre anys més tard quan va ser rebut per un gran nombre de catòlics, fet que abans haguera sigut impossible. Els escrits de què es va servir van ser els que van fer el seu primer llibre de "Controvèrsies" i van revelar el caràcter d'escriptor de Francesc.

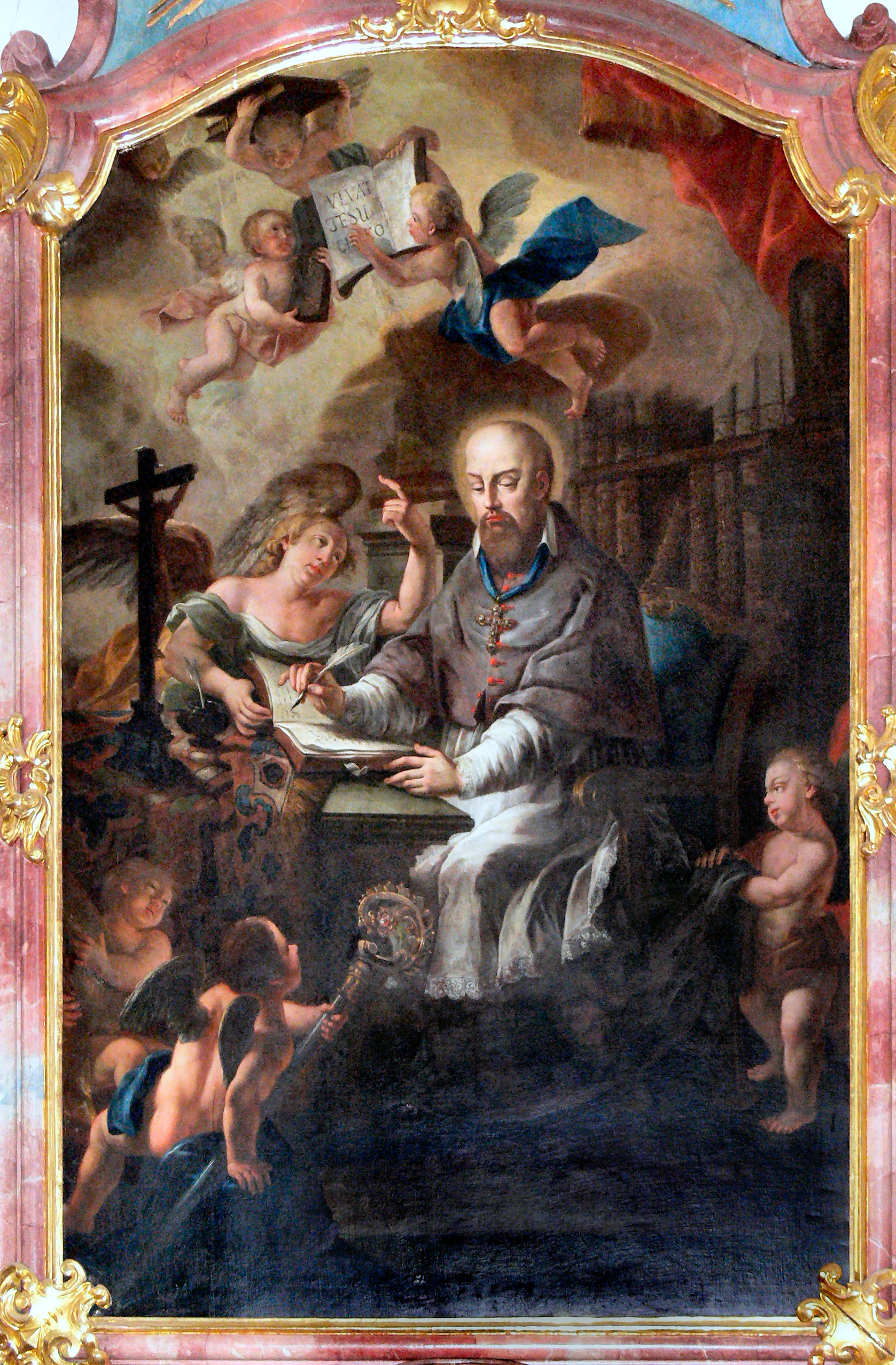
Pintura de Peter Anton Lorenzoni, 1760, a Strobl, Salzburg
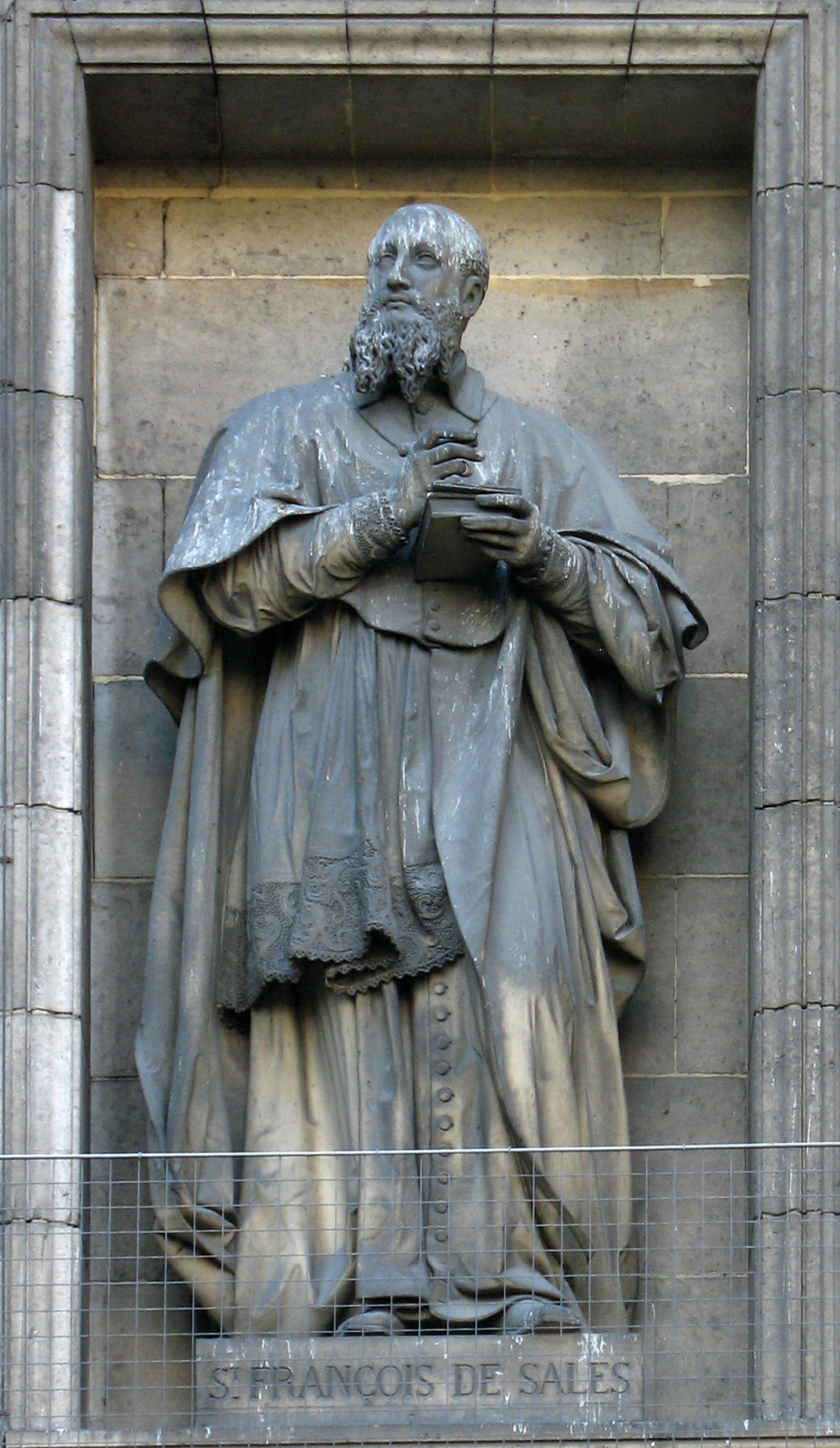
Estàtua a l'església de la Madeleine (París)
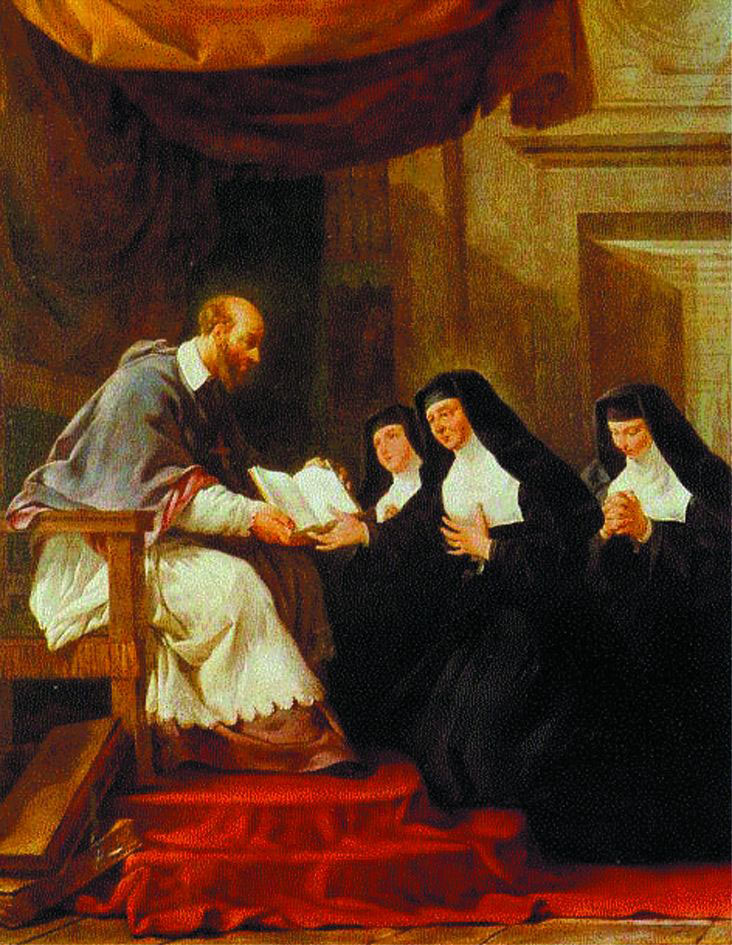
Sant Francesc remet les regles a les germanes de l'Orde de la Visitació, quadre del s. XVII

La seva fama va créixer tant per la seua virtut com per la seva senzillesa. Va ser nomenat bisbe coadjutor de Ginebra; va viatjar a França i així va arribar a fer-se amic del secretari d'Enric IV el Cardenal de Bérulle, Antoine Deshayes, i del mateix Enric IV qui desitjava que Francesc es quedara allí, però el sant va rebutjar l'oferta tornant a Ginebra;(preferisc l'esposa pobra, va dir). En 1602 el Bisbe Grainier va morir i Francesc va prendre el seu lloc, el seu estil de vida i caràcter van cobrar major fama, ja que es va revelar com un gran organitzador de la seva diòcesi portant una vida austera i amb summa preocupació pels pobres i per la formació dels seus feligresos, per això és que va començar a escriure llibres de manera senzilla que van agradar a tots. Consta, a més, que va pertànyer al Tercer Orde Mínim.
La seva trobada amb santa Joana de Chantal en 1604, acollint-la com a filla espiritual, va donar com a resultat la fundació de l'Orde de la Visitació de Santa Maria, el 6 de juny de 1610, per a dones joves i viudes que volien viure el cridat de Déu sense el rigor dels convents monacals. L'oposició del bisbe de Lió a aquest nou tipus de congregació, els va obligar a redactar una regla basada en la de Sant Agustí.
Després d'una temporada atenent les comunitats religioses de la seva diòcesi cansat i malalt va morir als 56 anys.

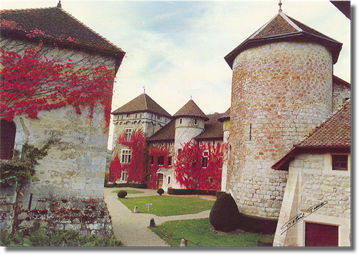
Castell de Thorens, lloc de naixement del sant
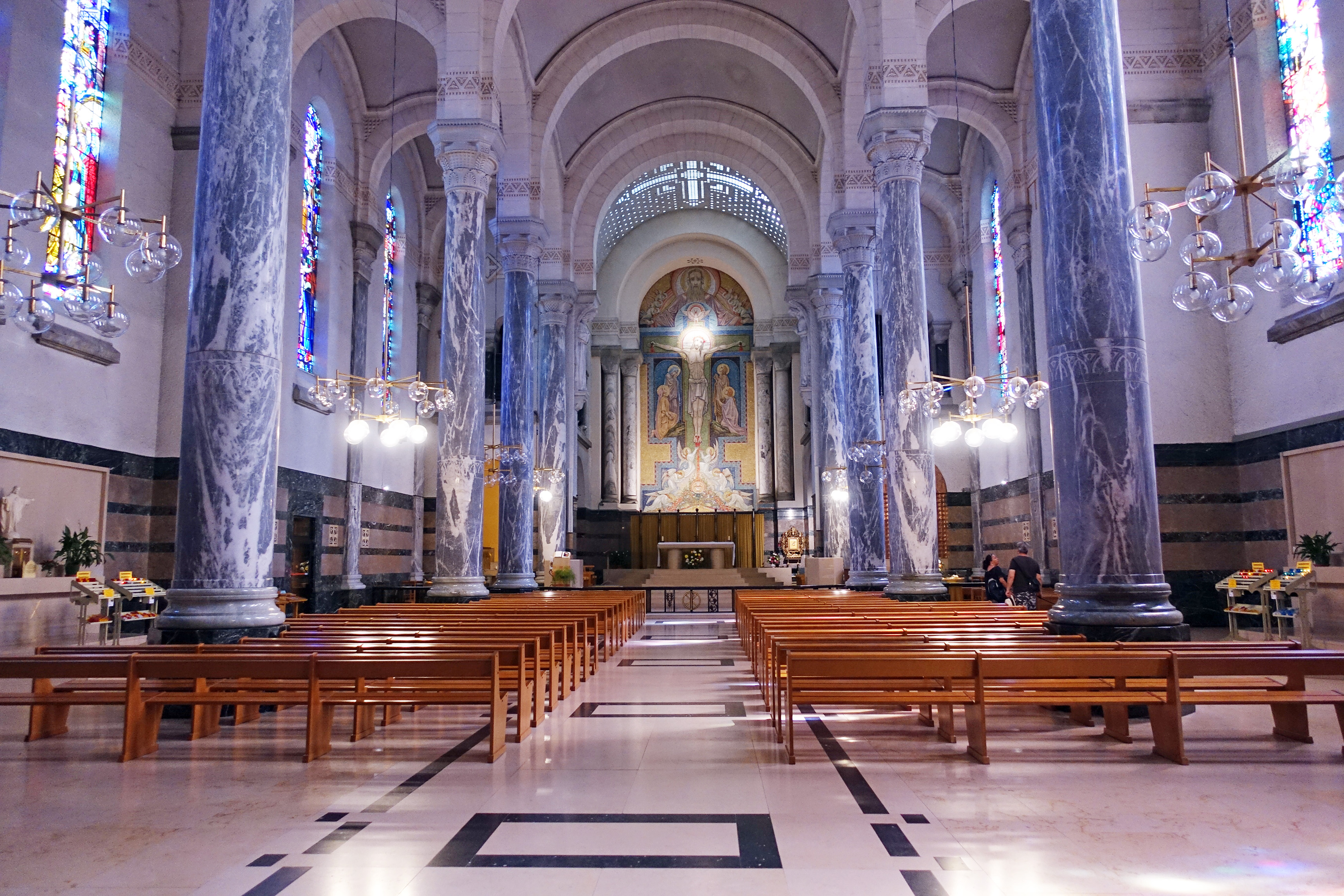
Basílica de la Visitació d'Annecy
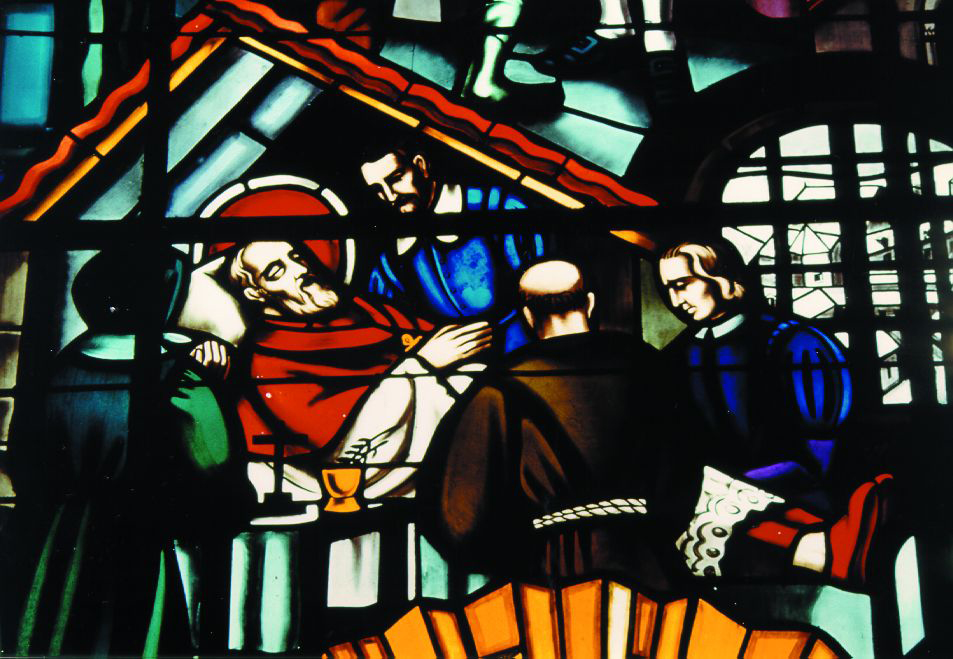
Mort de Sant Francesc a Lió, vitrall de la Basílica d'Annecy
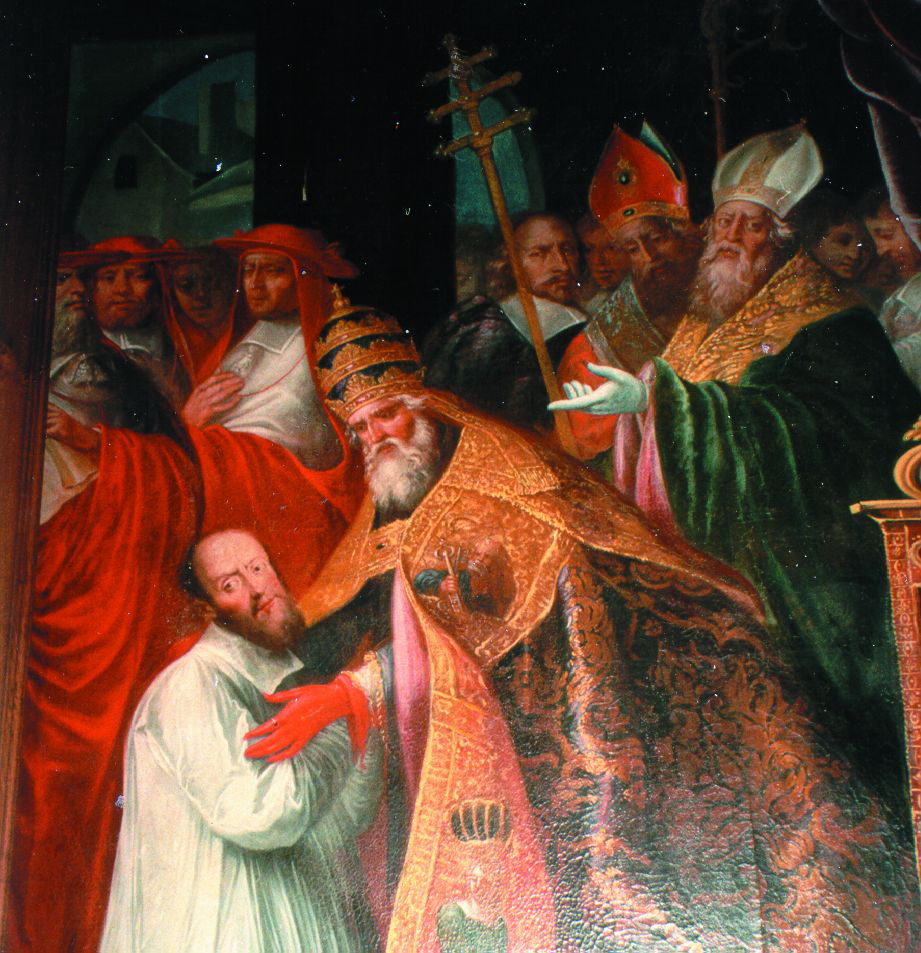
El sant davant Climent VIII

## Obres
Entre les seues obres podem trobar:
- Controvèrsies, que són els fullets que San Francesc repartia casa per casa en Chablais fullets que el zelós missioner distribuïa entre els habitants del Chablais, tracta principalment de refutar les idees calvinistes ressaltant la defensa de la primacia de Sant Pere.
- Defensa de l'Estendard de la Creu
- Introducció a la vida devota (1604) considerat com l'obra clàssica del sant, basat en les cartes de direcció espiritual que el sant escrivia a la seua cosina política, la Senyoreta de Chamoisyson. En la seua forma pública prenen forma de cartes a "Filotea", nom que en realitat es referixen a qui llitja el llibre, i que va aconseguir una gran arribada al públic de qualsevol tipus per l'espiritualitat que plasmava i la psicologia que em manejava.
- Tractat de l'Amor de Déu
- Conferències Espirituals, una col·lecció que les Germanes de la Visitació van conservar quan el sant anava a visitar-les i a conversar amb elles.
- Col·lecció de Sermons
- Col·lecció de Cartes
- Col·lecció de tractats i opuscles.

## Veneració
En 1632 es va fer l'exhumació del cadàver, es trobava en perfecte estat i inclusivament elasticitat en els braços, al mateix temps una fragància dolça emanava del taüt.
Va ser beatificat el 1662 i canonitzat el 1665 per Alexandre VII; el papa Lleó XIII, el 1887 el va proclamar Doctor de l'església per l'eminència de les seues obres i la seua vida exemplar. L'Església catòlica el recorda el 24 de gener en el Calendari universal de l'església.
És patró de la Societat Salesiana fundada a Torí per Sant Joan Bosco.
Se'l considera el primer gran escriptor cristià des dels apòstols, motiu pel qual va ser instituït, el 1923, patró de tots els que exerceixen l'ofici de comunicadors i "Patró dels periodistes".